# حصار تونس (1756)
كان الاستيلاء على تونس عملية عسكرية قادها باي قسنطيطنة استولى خلالها على تونس وجعل باي تونس تابعًا لايالة الجزائر.
في العاشر من يوليو عام 1756 تقدم الجزائريون نحو الكاف التي استولوا عليها ونهبوها في الثالث والعشرين من يوليو. تراجع باي تونس إلى قلعة تونس مع سيدي ماميت حيث جمعوا قواتهم للدفاع عن المدينة. تمكن سيدي ماميت من الحصول على مساعدة من مالطا، حيث دعمتهم بأربع سفن حربية وسفينتين اخرتين.
وصل باي قسنطينة حسن باي إلى أسوار تونس مع الجيش الجزائري. عسكر الجزائريون أمام باردو مع 5000 من المشاة و1000 من الصبايحية وعدد من الفرسان العرب، وقد تم تقسيم هذا الجيش إلى ثلاثة فيالق وكان تحت قيادة حسن باي قسنطينة. كان لدى باي تونس 14000 رجل.
في البداية غادر سيدي ماميت قلعة تونس مع كل قواته لكنه سمح فقط لفرسان العرب بالمناوشات فيما بينهم، وبعد ساعتين أو ثلاث عاد سيدي ماميت بنفس الطريقة التي غادر بها. في اليوم التالي هاجم سيدي ماميت الجزائريين محاولاً طردهم، واشتبكت الجيوش في القتال وانسحب التونسيون في النهاية، ولم تكن الخسائر في الرجال على الجانبين كبيرة جدًا.
في النهاية، استأنف الجزائريون والتونسيون القتال، والتقى كلا الفريقين من سلاح الفرسان في الصباح، وكان كلاهما معززًا وأخرج باي تونس مشاته لأنه كان يخشى أن يُهزم سلاح فرسانه. التقى الجيشان وأطلقا النار على بعضهما البعض، وتم إطلاق الطلقات الأولى لكن الجزائريين تقدموا إلى الأمام، وكان التونسيون مرعوبين لدرجة أنهم فروا. قاتل الأتراك على جانب تونس جيدًا ولم يفروا إلا عندما أدركوا أنهم غير قادرين على مقاومة الهجوم الجزائري. طارد الجزائريون التونسيين بتهور لكنهم صدوا بالبنادق والمدافع وبعد ذلك انسحبوا.
بعد فترة من الوقت، تلقى الجزائريون تعزيزات من 2000 رجل، وبعد فترة من ذلك، هاجم الجزائريون الخنادق وقوبلوا بمقاومة ضعيفة. تخلى التونسيون عن الخنادق وفروا إلى أبواب المدينة، فطاردهم الجزائريون واستغلوا خوفهم وقتلوهم. استولى الجزائريون على المدينة وبدأت أعمال النهب، ونهبت منازل المسيحيين والأتراك واليهود وكذلك القلعة وباردو حيث نهبت ممتلكات علي باي وسيدي ماميت. تم أخذ جميع النساء الأحرار أو العبيد إلى المخيم، وتم جرهم مع العديد من اليهود عبر الشوارع إما لبيعهم أو فدائهم. كان هناك أكثر من 5000 أو 6000 رجل قتلوا.
كان الباشا وسيدي ماميت على استعداد للفرار ولكنهم تأخروا كثيرًا، حيث تم القبض على سيدي ماميت وقطع أذنيه على الفور، ثم تم قطع رأسه وإحضاره على طرف رمح للكشف عنه. تم نقل الباشا إلى المعسكر ووضعه في السلاسل مع عائلته التي كان من المقرر نقلها إلى الجزائر، كما تم القبض على كبار ضباطهم. أصبحت تونس تابعة للجزائر واستمرت في دفع الجزية السنوية والاعتراف بالسيادة الجزائرية.